# Onkijärvet (Jukkasjärvi socken, Lappland, 750375-174578)
Onkijärvet är en sjö i Kiruna kommun i Lappland och ingår i Kalixälvens huvudavrinningsområde.